# غونار أندرسون (طيار)
غونار أندرسون (بالسويدية: Gunnar Andersson)‏ هو طيار سويدي، ولد في 1 أغسطس 1923، وتوفي في 19 ديسمبر 1974.

## روابط خارجية
- غونار أندرسون على موقع قاعدة بيانات الأفلام السويدية (السويدية)